# Литовсько-японські відносини
Литовсько-Японські відносини — двосторонні міжнародні відносини між Литвою та Японією. У Японії є посольство у Вільнюсі. У Литви є посольство в Токіо.
У лютому 1992 року Посольство Японії в Литві було створено в Данії, а у січні 1997 року його переміщено до Вільнюсу, Литва. У червні 1998 року в Токіо було створено Посольство Литви в Японії.
Послом Японії в Литві є Сіґееда Тойохіде, послом Литви в Японії — Егідіюс Мейлунас.

## Історія
3 січня 1919 року, дата коли Японія de facto визнала Литву, вважається початком двосторонніх відносин. 5 лютого 1929 року між Японією та Литвою було підписано угоду, яка передбачала скасування віз, а 1930 року було підписано угоду Про торгівлю та постачання. 23 листопада 1939 року було створено консульство Японії, яке очолював віце-консул Тіуне Суґіхара. Однак, через окупацію, наступного року консульство було закрито.
Упродовж Другої світової війни, 1940 року, японський дипломат Тіуне Суґіхара допоміг втечі єврейських біженців видавши їм транзитні візи в Каунасі, Литва. Суґіхара на той момент був віце-консулом японської дипломатичної місії й проігнорував інструкції уряду Японії щодо видачі транзитних дозволів до Японії єврейським сім'ям, що втікали з Польщі в розпал захоплення її нацистами. У результаті цього вчинку було врятовано до 10 тис. біженців.

## Сучасні відносини
Існує значне та сильне партнерство між містами Кудзі та Клайпеда, започаткована 1989 року.
Японія визнала Литву 6 вересня 1991 року, через місяць було відновлено дипломатичні відносини між цими країнами. 1997 року у Вільнюсі було створено посольство Японії, а 1998 року в Токіо було створено посольство Литви.
2007 року їх величності імператор та імператриця Японії Акіхіто та Мітіко здійснили офіційний візит до Литви.
2016 року Японія та Литва погодились на співпрацю в галузі ядерної безпеки.